# Flughafen Huatulco

i8
i11
i13
Der Flughafen Huatulco (spanisch Aeropuerto Internacional de Huatulco, IATA-Code: HUX, ICAO-Code: MMBT) ist ein internationaler Flughafen bei der Küstenstadt Santa María Huatulco im Bundesstaat Oaxaca im Süden Mexikos. Er dient vorrangig touristischen Zwecken.

## Lage
Der ca. 141 m hoch gelegene Flughafen Huatulco befindet sich nahe der Südküste Mexikos ca. 12 bis 20 km von diversen Stränden am Pazifik entfernt; die Entfernung nach Mexiko-Stadt beträgt etwa 500 km (Luftlinie) in nordwestlicher Richtung.

## Flugverbindungen
Es werden in der Hauptsache nationale Flüge von und nach Mexiko-Stadt abgewickelt; einige internationale Flüge gehen in die USA und nach Kanada.

## Passagierzahlen
Im Jahr 2019 wurden erstmals annähernd 900.000 Passagiere abgefertigt. Danach erfolgte ein deutlicher Rückgang aufgrund der COVID-19-Pandemie.